# Бојана Радојковић
Бојана Радојковић (1924—2006) била је историчарка уметности, кустос Одсека за метал и накит и дугогодишња директорка Музеја примењене уметности у Београду.

## Биографија
Бојана Радојковић била је први кустос новооснованог Музеја примењене уметности 1950. године, у време када су чињени пионирски подухвати на сакупљању дела југословенске и иностране примењене уметности и налажењу простора за њихово излагање и смештај. Само годину дана касније 1951. откупљена је колекција Љубомира Ивановића, у којој су се својом вредношћу истицали уметнички предмети од метала, настали у периоду од XII до XIX века. Може се сматрати да су управо они одредили професионални пут и област стручног и научног истраживања кустоса Бојане Радојковић.
На њену иницијативу основан је Сектор за историјско-стилски развој уметничке обраде метала у оквиру кога је била аутор и организатор више изложби и пратећих публикација. Неке од њих гостовале су у европским музејима чиме су на најбољи начин представиле колекције Музеја примењене уметности, културно и уметничко наслеђе Балкана и Европе. Посвећеним проучавањем предмета примењене уметности, посебно златарства, као и публиковањем грађе из ове области Бојана Радојковић је заслужено стекла статус еминентног стручњака за српску средњовековну уметност, као и пионира у проучавању примењене уметности у тадашњој Југославији.

## Изложбе и публикације
Изложба Уметничка обрада метала народа Југославије кроз векове у сарадњи са др Иваном Бахом 1956. године представља прву тематску изложбу из ове области у региону. Након одбране докторске дисертације о српском златарству 1966. године штампана је монографија Српско златарство XVI и XVII века, која је до данас остала најкомплетнија публикација из те области. Друге значајне публикације су Накит код Срба од краја XII до краја XVIII века из 1969, Ситна пластика у старој српској уметности из 1976. и Српско златарство из 1981. године, каталог изложбе. Бројне појединачне студије, које су у великој мери осветлиле познавање историје српске средњовековне уметности, сведоче о њеном обимном стручном, истраживачком и научном раду, дугом више од четрдесет година.

## Остале активности
Бојана Радојковић била је један од уредника Зборника Музеја примењене уметности од 1955. када је објављен први број до 2005. године, када је покренута нова серија. Била је директор Музеја, а музејски саветник је остала и након одласка у пензију. Музеј примењене уметности је 2005. године Бојани Радојковић посветио публикацију Алманах накита.